# The Harmony Cats Show
The Harmony Cats Show é um álbum de estúdio do grupo Harmony Cats, lançado em 1977. Trata-se do primeiro do grupo que naquele momento era formado pelas integrantes Rita, Heleninha, Vivian, Maria Amélia e Cidinha.
Obteve ótima repercussão comercial no Brasil e no exterior, onde o grupo chegou a se apresentar com shows.

## Produção
Um compacto simples, lançado em 1976, o precedeu e continha as canções Success Sound e Harmony Cats' Theme, o álbum adotaria a mesma sonoridade voltada para a música disco, com meldleys de canções de sucesso no mundo todo. Falou-se na época que o disco bateu o recorde de compressão de músicas em um só disco, pois conseguiu espremer 90 músicos em seus 30 minutos de duração.

## Compactos
Foi extraído apenas um compacto do disco, que trazia a s canções "Let's Spend The Night Singin' Together" e "Os Bons Tempos Voltaram".

## Lista de faixas
- Créditos adaptados do encarte do LP The Harmony Cats Show.[7]

| N.º | Título | Compositor(es) | Duração |  |
| 1.  | "Let's Spend The Night Singin' Together" (Or How We Like To Sing Beatles, Rolling Stones And All The Others) | Vários         | 5:21    |  |
| 2.  | "Som Sucesso"                                                                                                | Vários         | 8:35    |  |
| 3.  | "Singin' And Dreamin'"                                                                                       | Vários         | 9:04    |  |
| 4.  | "Os Bons Tempos Voltaram"                                                                                    | Vários         | 7:48    |  |
| 5.  | "Gimme, Gimme Good Old Music"                                                                                | Vários         | 7:39    |  |
| 6.  | "Last Train 77"                                                                                              | Vários         | 8:10    |  |